# Kohlenmaß
Das Kohlenmaß war ein Maß, wie das Getreide-, Salz-  oder Ölmaß, ein Sammelbegriff für unterschiedliche Einzelmaße, die vorwiegend in der Kohlenförderung und dem Handel verwendet wurden. 
Gesetzlich geregelt wurde beispielsweise das Kohlenmaß schon unter Maximilian II. am 1. Dezember 1570. Die wichtige Festlegung war die Bestimmung der Größe auf 2 Metzen. Der Kohlenstibich wurde alle zwei Jahre kontrolliert und mit einem Meisterzeichen gekennzeichnet.
Das Maß wurde bei Volumenabgabe oft gehäuft gemessen und galt auch in verschiedenen Regionen für Kalk. Heutzutage sind diese Kohlenmaße nicht mehr in Verwendung. Kohlenmaße waren regional sehr unterschiedlich, überregional gab es auch kein einheitliches System. Die verwendeten Maße wurden teilweise auch mit anderen Parametern für sonstige Waren genommen. Mit der Einführung des Metrischen Systems erfolgt der Handel nach Gewicht, wie Tonne und Kilogramm.
Auch Holzkohle  wurde damit gehandelt. Man maß diese groben Waren nicht gestrichen, sondern überwiegend gehäuft. In der Oberen Pfalz wurden zum Transport der Holzkohle zweirädrige Karren verwendet. Diese galten zugleich als Kohlenmaß, dort genannt Stätte. Ein Eisenhammer benötigte wöchentlich 60 plaustris (Wagenladungen) Holzkohle.
In Hamburg war 
- 1 Tonne Steinkohlen gestrichen = 16438 Kubikzoll (hamb.) = 223,87 Liter[3]

## Historische Kohlenmaße
- Balg, Schaumburg-Lippe
- Bütte
- Chalter war ein Maß in Pommern für Steinkohlen und Chalder in Schweden.
- Fass (Einheit, Trier), Trier
- Karre, regionales deutsches Maß (Herzogtum Braunschweig und Zwickau)
- Keel, England
- Kohlenkorb, Schweiz
- Kohlensack (Einheit), München
- Krüppel (Einheit), Österreich
- Kübel, Schweiz
- Mudde, Niederlande
- Sack
- Sahm, Ungarn
- Score, ein englisches Steinkohlenmaß
  - 1 Score = 21 Chaldrons (2. Bedeutung: Stiege als Stückmaß für 20 Stück)[4]
- Stig, ein schwedisches Maß für Holzkohle
- Stutz, Gotha
- Tain, ein Holzkohlenmaß im Westfälischen
  - 1 Fuder = 3 Tain[5]
- Voie, ein französisches Holz- und Kohlenmaß
- Waque, ein Steinkohlenmaß im Hennegau[6]
- Zenge, Westfalen
- Zuber, Deutschland, Schweiz